# شعار كيريباتي
شعار كيريباتي ، المعروف رسميًا باسم الشعار الوطني لكريباتي ، هو رمز النبالة الذي يمثل دولة جزيرة كيريباتي الواقعة في وسط المحيط الهادئ. تتميز الأذرع بطائر فرقاطة أصفر فوق شروق الشمس على خلفية حمراء بين خطوط بيضاء وزرقاء (رمز المحيط الهادئ) وتمثل مجموعات الخطوط الثلاث (جيلبرت وفينيكس وجزر لاين). تمثل أشعة الشمس السبعة عشر جزر جيلبرت الستة عشر وبانابا (جزيرة المحيط سابقًا). يوجد على الشريط تحت الدرع شعار جيلبرتيس تي موري تي راوي أو تي تابوموا (الصحة والسلام والازدهار). كان الشعار السابق للمستعمرة البريطانية (1937-1979) هو «اتق الله، أكرم الملك» (كلاهما في جيلبرتيس، ماكا تي أتوا، كارينيا تي أويا ؛ أو توفالوان، ماتاكو إي تي أتوا، فاكامامالو كي تي توبو).

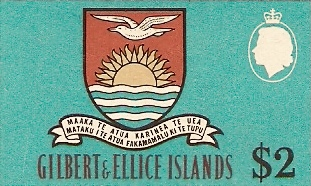
1968 ختم جيلبرت وإيليس ، بعد المقدمة الأولى بالدولار الأسترالي، يمثل شعار نبالة المستعمرة (1937-1976)

بعد أن رسمه السير آرثر غريبل في عام 1932، منحت كلية الأسلحة شعار النبالة في 1 مايو 1937 إلى جزر جيلبرت وإيليس، ثم المستعمرة البريطانية، التي دفعت 25 جنيهًا إسترلينيًا مقابل ذلك، وتم تعديلها لتكون المعطف الرسمي من الأسلحة كيريباتي في عام 1979 مع الشعار الجديد.
ونرى نفس الشكل على علم كيريباتي.